# Metaphidippus facetus
Metaphidippus facetus är en spindelart som beskrevs av Arthur M. Chickering 1946. Metaphidippus facetus ingår i släktet Metaphidippus och familjen hoppspindlar. Inga underarter finns listade i Catalogue of Life.